# Hu Ting (Badminton)
Hu Ting (chinesisch 胡婷, * 12. Februar 1981) ist eine ehemalige Badmintonspielerin aus der Volksrepublik China.

## Karriere
Hu Ting gewann sowohl 1998 als auch 1999 das Dameneinzel bei der Asienmeisterschaft der Junioren. Bei den Erwachsenen wurde sie im letztgenannten Jahre Dritte bei den Hong Kong Open. Bei den German Open 2000 unterlag sie im Finale gegen Mannschaftskameradin Dong Fang mit 6:11 und 3:11. Die Weltmeisterschaften der Studenten gewann sie 2000 und 2002. 2002 siegte sie ebenfalls bei den Malaysia Open.

## Sportliche Erfolge
| Saison | Veranstaltung                     | Disziplin   | Platz | Name    |
| ------ | --------------------------------- | ----------- | ----- | ------- |
| 1998   | Asienmeisterschaft der Junioren   | Dameneinzel | 1     | Hu Ting |
| 1999   | Hong Kong Open                    | Dameneinzel | 3     | Hu Ting |
| 1999   | Asienmeisterschaft der Junioren   | Dameneinzel | 1     | Hu Ting |
| 2000   | German Open                       | Dameneinzel | 2     | Hu Ting |
| 2000   | Weltmeisterschaften der Studenten | Dameneinzel | 1     | Hu Ting |
| 2002   | Weltmeisterschaften der Studenten | Dameneinzel | 1     | Hu Ting |
| 2002   | Malaysia Open                     | Dameneinzel | 1     | Hu Ting |